# Лудвиг V фон Лихтенберг
Лудвиг V фон Лихтенберг (на немски: Ludwig V von Lichtenberg; * 12 май 1417; † 25 февруари 1471) от благородническия род на Лихтенбергите, е господар на Лихтенберг в Долен Елзас.

## Произход, управление и наследство
Той е вторият син на Лудвиг IV фон Лихтенберг (1396 – 1434) и маркграфиня Анна фон Баден (1399 – 1421), дъщеря на маркфраф Бернхард I фон Баден († 1431).
През последните пет години от живота си бащата на Лудвиг V страда от тежко психическо разстройство, поради което Лудвиг и брат му Якоб са поставени под опеката на граф Фридрих IV фон Мьорс-Сарверден, бъдещият тъст на Якоб.
От 1435 г. между двамата братя започват конфликти, което през 1440 г. става причина Лихтенберг да бъде поделен с помощта на маркграф Якоб I фон Баден. Брат му Якоб се оттегля от политиката и Лудвиг V управлява 20 години почти сам. Въпреки продължаващите и след подялбата конфликти, при появя на външни опасности двамата братя се подкрепят взаимно.
През 1450 г. Лудвиг V прави поклонение в Рим. През 1466 г. Якоб му отстъпва управлението, в замяна на което получава от Лудвиг V годишна рента. През 1470 г. Лудвиг V се разболява тежко и към края на годината търси сдобряване с брат си. В началото на 1471 г., малко преди да умре, те се сдобряват и решават въпроса за наследството.
Лудвиг V умира на 25 февруари 1471 г. и брат му организира много голямо погребение. Погребан е в манастирската църква „Св. Аделфус“ в Нойвайлер ле Саверн. Двете дъщери на Лудвиг V Анна и Елизабет наследяват Господство Лихтенберг след смъртта на бездетния му брат Якоб фон Лихтенберг (1416 – 1480), който оставя управлението на съпрузите им.

## Фамилия
Лудвиг V се жени през 1441 г. за Елизабет фон Хоенлое-Вайкерсхайм († 1488), дъщеря на граф Албрехт I фон Хоенлое-Вайкерсхайм († 16 юни 1429) и Елизабет фон Ханау († 25 май 1475). Те имат две дъщери:
- Анна (* 25 октомври 1442 в Лихтенау; † 24 януари 1474), наследничка на Господство Лихтенберг, омъжена на 3 септември 1458 г. в Ханау за граф Филип I Стари фон Ханау-Бабенхаузен (1417 – 1480).
- Елизабет (* 9 август 1444; † 21 януари 1495), наследничка, омъжена за граф Симон IV Векер фон Цвайбрюкен-Бич (1446 – 1499)

Вдовицата му Елизабет фон Хоенлое-Вайкерсхайм се омъжва втори път пр. 31 август 1476 г. за граф Хуго XIII (XI) фон Монфор-Ротенфелс-Арген-Васербург († 1491).